# Мария Йозефа Баварска
Вижте пояснителната страница за други личности с името Мария.
Мария-Йозефа Баварска (на немски: Maria Josepha von Bayern) е баварска принцеса и императрица на Свещената Римска империя, съпруга на император Йозеф II.

## Биография
Мария-Жозефа е родена на 20 март 1793 г. в Мюнхен като Мария-Йозефа-Антония-Валбурга-Фелисита-Регула фон Вителсбах. Тя е дъщеря на Карл Алберт, електор на Бавария и император на Свещената Римска империя от 1742 до 1745 г., и на ерцхерцогиня Мария-Амалия Австрийска.
На 23 януари 1765 г. в двореца Шьонбрун Мария-Йозефа се омъжва за овдовелия Йозеф, крал на Римляните и наследник на престола на Свещената Римска империя.
На 18 август 1765 г., след смъртта на баща си, Йозеф е обявен за свещен римски император, а Мария-Йозефа е коронована за императрица. Въпреки това свекървата на Мария-Йозефа остава най-влиятелната жена в империята. Бракът на Мария-Йозефа не е щастлив. Приел да се омъжи за нея по необходимост, през целия им съвмествен живот император Йозеф я прави нещастна с безразличието си, стигащо до грубост – така например императорът нарежда на общия им балкон да бъде издигната стена, за да не му се налага да гледа императрицата.
Мария-Йозефа умира от едра шарка на 28 май 1767 само две години след сватбата си с Йозеф.